# Justicia asclepiadea
Justicia asclepiadea är en akantusväxtart som först beskrevs av Christian Gottfried Daniel Nees von Esenbeck, och fick sitt nu gällande namn av D.C. Wasshausen och C. Ezcurra. Justicia asclepiadea ingår i släktet Justicia och familjen akantusväxter. Inga underarter finns listade i Catalogue of Life.